# 火火
『火火』（ひび）は、2005年1月22日公開の日本映画。那須田稔、岸川悦子共著のノンフィクション『母さん 子守歌うたって - 寸越窯・いのちの記録』を原作に、女性陶芸家の草分けで骨髄バンク立ち上げに尽力した神山清子の半生を描く。監督・脚本は高橋伴明、主演は田中裕子。ジャンルは、ドラマ。

## 概要
本作は、実在する信楽焼の女性陶芸家の神山清子の半生を描いた、那須田稔、岸川悦子共著による「母さん子守歌うたって」の映画化作品である。
本作では、信楽焼と白血病、骨髄バンク設立のきっかけとなった普及活動が扱われ、母・清子と白血病を患った息子・賢一との親子愛や2人の焼き物作りへの情熱や苦悩が描かれている。

## あらすじ
信楽焼の陶芸家を夫に持つ神山清子は、地元で“女は焼き物を焼く窯に入れない”という不文律があったが、夫の反対を押し切り自らも作品作りをしていた。ところがある晩、清子の夫が作品作りを手伝う女性と蒸発してしまい、清子は未熟な陶芸作りで小学生の2人の子供を育てることに。貧しい生活に不満を言いだした長男・賢一と長女に、清子は宝物である自然釉の古い信楽焼きの欠片を見せて、「自然釉の信楽焼きを復活させるのが私の使命」と言い聞かせる。しばらく経ったある日、清子はようやく納得の行く自然釉の作品を完成させて個展を開き、周りから一人前の陶芸家として認められる。
その後も生活に余裕のない状態が続くが数年後、2人の子供も何とか高校を卒業し長女は短大入学を機に一人暮らしを始め、賢一は窯業の学校に自宅から通い始める。賢一はそこで同世代の女性・長坂みどりと知り合い交際を始め、後日清子の仕事を勉強しにきた彼女と3人で作品作りに励む。賢一は自身の作品を清子に見てもらうが、「まだ見栄を気にしている。“自分”を捨てないと良い作品はできない」と厳しい批判を受ける。
しかしその直後賢一が突然その場に倒れてしまい、病院で診察を受けると医師から慢性骨髄性白血病にかかっていることが清子に告げられる。清子は入院することになった賢一に病気を告知して骨髄移植のドナー（提供者）を探すことを決めるが、みどりに負担をかけられないと話し合いで関係にピリオドを打つ。清子は、親族や仕事の関係者に白血球の型 (HLA) 適合検査を受けてもらうよう頭を下げて周るが、適合者は見つからない。仲間の提案により、もっと多くの人に協力してもらうために“賢一を救う会”を立ち上げ、清子たちは駅前などで検査への協力を訴えかける。
数ヶ月後、状態が安定した賢一は主治医から自宅療養を許可され、帰宅すると清子に天目茶碗を作ると言い出し作品作りに取り掛かる。清子は“賢一を救う会”の仲間と活動を続け、賢一は陶芸に真摯に向き合い天目茶碗を完成させて後日親子で展示会を開く。しかし数日後に体調を崩した賢一は、名古屋の病院に転院し主治医からの勧めで、HLAの適合条件がほぼ適合する叔母との骨髄移植手術に踏み切る。そののち清子たちの活動が実を結んで骨髄バンクが発足され、病室で誕生日を迎えた賢一は母や同室の入院患者たちから祝福を受ける。

## キャスト
神山清子（こうやまきよこ）
演 - 田中裕子
女性陶芸家。自然釉(しぜんゆう)の焼き物に魅せられ、主に信楽自然釉の作品を作っている。少々のことにはへこたれない芯の強い性格で喜怒哀楽の感情が豊かだが、焼き物作りに関しては厳しい目を持つ。冒頭で大黒柱だった夫・学が出ていき貧しい生活になったため、それ以来節約家となる。作中で島原の子守唄を歌うシーンがある。
神山賢一
演 - 窪塚俊介
清子の長男。のんびりした性格で打たれ弱く、どちらかと言うと口下手であまり自己主張をせず派手なことは苦手。高校卒業後は、窯業試験場(焼き物に携わる人が技術を学ぶ場所)に通う。バイクや車が好きだが、家に無駄な金がないのが分かっているため、みどりのバイクを触らせてもらったり車のカタログを見て我慢している。試験場に通い出してしばらく経ったある日、慢性骨髄性白血病にかかっていることが判明する。

### 賢一の家族
神山久美子
演 - 遠山景織子、寿美菜子（少女期）
清子の長女。賢一の姉。高校卒業後は短大に通い、数年後結婚して一児の母となる。賢一とは対照的にしっかりした性格だがやや自己中心的な考え方を持ち、歯に衣着せぬ物言いが特徴。子供の頃から清子にも物怖じせずズバズバ自分の意見を主張している。
竹田学（まなぶ）
演 - 石黒賢（特別出演）
清子の夫。信楽焼の陶芸家。賢一が小学生の頃までは清子たちと暮らし、数人の助手や弟子たちが作品作りを手伝い活気に溢れていた。しかし、助手の幸子と家を出たことで、自身についていた他の助手たちも直後に清子のもとを去っている。

### 清子と賢一に関わる主な人たち
石井利兵衛
演 - 岸部一徳
信楽焼の陶芸家。窯元連合会の役員の一人。男社会である地元の窯元たちの中で唯一清子の味方となる存在。過去に「自分の作品を作りたい」と言い出した清子に自身の窯を貸したことで、彼女から“先生”と尊敬されている。
長坂みどり
演 - 池脇千鶴
窯業試験場に通う、賢一と同年代の女性。移動する時は中型ぐらいのバイクを使用している。ほどなくして賢一と恋人となる。賢一をリードしており、快活な性格で時に大胆な行動も取る。賢一によると「みどりとうちのお母はん、きつそうな所が似ている」と評されている。
牛尼瑞香（うしあまみずか）
演 - 黒沢あすか
東京都在住の元OL。20代後半ぐらいの女性。清子の弟子になるためにOLを辞めて信楽までやって来る。度胸のある性格で思い立ったらすぐ行動するタイプ。清子の弟子となった後は、清子と賢一を“先生”と呼び、窯に薪をくべて温度管理をしたり、清子の作品作りを手伝う。また、大病を患う賢一の見舞いに病院に訪れたり気遣いを見せる。
倉垣幸子（さちこ）
演 - 石田えり
清子の妹。飲食店で働いている。清子に似てパワフルな性格だが、姉より陽気で人当たりがいい。子供の頃は清子と共に九州に住んでいた。作中の医者によると彼女のHLAについて「賢一のHLAとは、6つある適合条件のうち5つが条件を満たしている」とのこと。

### 病院関係者
山中聡
滋賀県の病院に勤務する医師。賢一を診察して白血病にかかっていることを診断し、彼の主治医となる。清子に骨髄移植やHLAについて詳しく説明する。
寺山医師
演 - 山田辰夫
名古屋市にある病院に勤務。賢一の主治医。容態が悪化した賢一に、完全ではないがおおよそHLAが一致する幸子の骨髄移植手術することを清子に勧める。
豊田紀子
演 - 鈴木砂羽
寺山医師と同じ病院の看護師。一般病棟の賢一の担当。重い病気の賢一に少しでも気を楽にできるよう雑談を交わす。
浜岡なぎさ
演 - 吉井怜
寺山医師と同じ病院の看護師。無菌室での賢一の担当。辛い闘病生活に弱音を吐く賢一を励ます。

### ドナー登録の普及活動に関わる人たち
町長
演 - 大林丈史
清子たちが暮らす信楽町の町長。清子に頭を下げて頼まれて、町長という知名度を活かして賢一のHLA検査協力を地元で呼びかける。
井原正巳
演 - 井原正巳（特別出演）
本人役。サッカー日本代表。骨髄バンク発足を受けて、作中のテレビ番組に出演し喜びを語る。作中の役の上では牧田から「ドナー登録運動に早くから参加している」と紹介されているが、実際の井原本人も本作公開後にドナー登録している。
街頭でドナー登録を呼びかける女性
演 - 東ちづる（特別出演）
本人役かは不明だが、“賢一を救う会”のメンバーと共に街頭に立ち、マイク越しに骨髄検査への協力と検査費援助の募金を訴えかける。ちなみに実際の東本人はドナー登録をして長年に渡り骨髄バンクの普及活動に携わっている。

### その他の人たち
学の助手
演 - 原史奈
賢一が小学生の頃に学の陶芸作りを手伝う若い女性。学を“先生”と慕っていたが、いつの頃からか清子に隠れて密かに異性として彼と気持ちを通わせる。
学側の親族らしき人
演 - 春やすこ
学に頼まれたのかは不明だが、学が蒸発した数日後清子の自宅に訪れて「経済的に余裕のあるお父さん(学)と一緒に暮らした方がいい」と小学生の久美子と賢一を説得する。
未払金を徴収に来るおじさん
演 - 塩見三省
詳細は不明だが、清子が何かの支払いを滞納しているため、彼女の自宅を訪れて支払いを督促する。
司会者
演 - 牧田もりかつ（びわ湖放送アナウンサー）
びわ湖放送の作中の番組司会を担当。番組のゲストに井原を迎え、骨髄バンク発足について感想を尋ねる。
その他
演 - 下元史朗

## スタッフ
- 監督 - 高橋伴明
- 脚本 - 高橋伴明
- 原作 - 那須田稔、岸川悦子『母さん子守歌うたって - 寸越窯・いのちの記録』（ひくまの出版刊）
- 制作統括 - 日下部孝一
- 総合プロデューサー - 日下部圭子
- プロデューサー - 小出健、安富哲朗
- 撮影 - 栢野直樹
- 美術 - 金勝浩一
- 音楽 - 梅林茂
- 照明 - 磯野雅宏
- 制作協力 - 神山清子
- 編集 - 菊池純一
- 監督補 - 早川喜貴

## 製作
賢一役を演じる窪塚俊介は本作が映画デビュー作。白血病を発病するも骨髄移植による治療を経て復帰した吉井怜も出演している。
撮影は滋賀ロケーションオフィスの協力のもと甲賀郡信楽町で2004年5月7日にクランクインし、約1か月半にわたって滋賀県内各地でロケが行われた。撮影には神山自身の穴窯が用いられ、また骨髄採取や移植シーンは本物の病院の無菌室を用いて撮影が行われた。窯で燃える1200℃の火や、賢一遺品の天目作品含む陶芸作品すべて、本物が用いられている。

## テーマ曲・挿入曲
テーマ曲「愛の絆」(アメージング・グレースの日本語詩によるカバー)
- 作詞：なぎら健壱、編曲：洋士、唄・演奏：りりィ＆洋士 with 深沢剛

本作のオープニングに流れる。
挿入曲「島原の子守唄」
- 作詞・作曲：宮崎一章

久美子が母となり赤ん坊を連れて実家に一時帰宅した時に、清子が孫を背負いながら歌う。

## 関連商品
CD
- 梅林茂『火火 オリジナルサウンドトラック』（2005年1月16日、ゼアリズエンタープライズ 、THERES-001）

DVD
- 火火（2006年04月26日、バップ、VPBT-12505）